# Джеффри, Уильям
Уи́льям «Билл» Дже́ффри (3 августа 1892 — 7 января 1966) — главный тренер сборной США на чемпионате мира 1950, которая прославилась благодаря победе над Англией со счётом 1:0. Джеффри был тренером команды Университета штата Пенсильвания в течение 26 сезонов, выиграв десять национальных чемпионатов среди колледжей. Он является членом Национального футбольного зала славы.

## Карьера
Джеффри начал играть в футбол в раннем возрасте, но был вынужден окончить карьеру из-за травмы. Его мать отправила его жить с дядей в Соединённые Штаты. Он начал работать механиком в магазине «Алтуна Уоркс», принадлежащем «Pennsylvania Railroad». В конце концов, он стал тренером футбольной команды компании. В 1925 году его команда сыграла товарищеский матч с Университетом Пенсильвании. После этого он получил предложение тренировать мужскую футбольную команду, которую он возглавлял в течение 27 лет. Начиная с 1932 года, «Ниттани Лайонс» сыграли 65 матчей без поражений, данная серия закончилась лишь в ноябре 1941 года. В 1953 году он ушёл из инфраструктуры университета и переехал в Пуэрто-Рико, где преподавал и тренировал в течение нескольких лет. 29 сентября 1972 года футбольный стадион Университета Пенсильвании был назван в честь Джеффри. Будучи одним из основателей Американской национальной ассоциации тренеров, он занимал должность президента Ассоциации в 1948 году. NSCAA присуждает ежегодную премию Билла Джеффри, вручаемую тренерам команд колледжей. Федерация футбола США назначила Джеффри тренером национальной сборной Соединённых Штатов на чемпионате мира 1950 всего за две недели до начала соревнований, после того, как Эрнё Шварц отказался от этой должности. Джеффри умер от сердечного приступа, будучи зрителем на матче NCAA в Нью-Йорке.